# Список номинантов и лауреатов премии «Золотая маска» 2012 года
«Золотая маска» — российская национальная театральная премия и фестиваль. «Золотая маска» была учреждена Союзом театральных деятелей России (СТД РФ) в 1993 году (в некоторых источниках назван 1994 год) по инициативе народного артиста СССР М. А. Ульянова (председатель СТД РФ в 1986—1996 годах) и при участии его заместителя В. Г. Урина и драматурга В. В. Павлова.

## О премии
Премия присуждается на конкурсной основе один раз в год по итогам прошедшего театрального сезона за творческие достижения в области театрального искусства, вручается спектаклям всех жанров театрального искусства: драма, опера, балет, оперетта и мюзикл, кукольный театр.
Для отбора спектаклей на конкурсы создаётся два экспертных совета — один для спектаклей театра драмы и театров кукол, второй для спектаклей оперы, оперетты / мюзикла и балета. Для определения победителей — лауреатов из состава номинантов (тайным голосованием по результатам фестиваля), создаётся два профессиональных жюри — по аналогии с экспертными советами — одно для спектаклей театра драмы и театров кукол и второе для спектаклей оперы, оперетты / мюзикла и балета. В состав жюри не могут входить создатели и исполнители спектаклей, участвующих в фестивале, а также члены экспертного совета.

## Лауреаты и события фестиваля «Золотая маска» 2012 года
В Москве 18-й фестиваль «Золотая маска» прошёл с 27 марта по 15 апреля 2012 года. Для определения номинантов эксперты отсмотрели 563 постановки, номинировали 18 драматических и 3 кукольных спектакля, 11 опер, 11 балетов, 3 оперетты, 2 спектакля современного танца и 4 работы из категории «эксперимент». По мнению критиков, из представленных на фестивале спектаклей выбрать лучшие в этом году было сложно — большинство номинантов — это спектакли высокого уровня. Спектакль кировского театра «Видимая сторона жизни» был снят с номинации по причине того, что не смог участвовать в фестивале (исполнительница главной роли ушла в декретный отпуск), а жюри не выехало в Киров на его просмотр заблаговременно.
В феврале и апреле 2012 года прошёл проект «Премьеры Мариинского театра в Москве», в программу которого были включены опера «Мёртвые души», балеты «Парк» и «Вечер одноактных балетов». В начале апреля 2012 года впервые был представлен проект «Михайловский театр в Москве». Программа «Легендарные спектакли и имена» представила спектакли Кристиана Люпы «Персона. Тело Симоны» и «Персона. Мэрилин». В «Маске Плюс» этого года одним из важных разделов прошла программа «Новая пьеса», посвящённая современной драматургии, а также проект «Эдинбургский Фриндж в Москве. Продолжение». Впервые этот проект был проведён «Золотой маской» и Британским советом в 2009 году. С 5 по 10 апреля проходила программа «Russian Case», афишу которой готовила Елена Ковальская.
В 2012 году фестивали «Лучшие спектакли в городах России и странах Балтии» прошли в Воронеже, Перми, Хабаровске, Череповце, Новосибирске, в Латвии, Эстонии, а также в Белоруссии.

### Номинанты премии «Золотая маска» 2012 года
Таблица номинантов составлена на основании официального опубликованного списка, с группировкой по спектаклям. Положение о премии и фестивале «Золотая маска» не регламентирует максимальное количество номинантов в одной номинации. Каждый экспертный совет самостоятельно определяет номинантов соответствующих конкурсов, но должен отобрать для соискания премии в любой номинации не менее двух номинантов, что обеспечивает соблюдение конкурсной основы соискания и присуждения премии. Экспертные советы имеют право принять решение об отсутствии номинантов премии в любой номинации. В таблице объединены в одну колонку номинации «лучшая женская роль» и «лучшая мужская роль».
Легенда:
  — Спектакль номинирован в номинации «Лучший спектакль»

«–» — Этот аспект спектакля не номинирован
| Конкурс спектаклей драматического театра (спектакль большой формы)          | Конкурс спектаклей драматического театра (спектакль большой формы) | Конкурс спектаклей драматического театра (спектакль большой формы) | Конкурс спектаклей драматического театра (спектакль большой формы)                  | Конкурс спектаклей драматического театра (спектакль большой формы) | Конкурс спектаклей драматического театра (спектакль большой формы) | Конкурс спектаклей драматического театра (спектакль большой формы) |
| --------------------------------------------------------------------------- | ------------------------------------------------------------------ | ------------------------------------------------------------------ | ----------------------------------------------------------------------------------- | ------------------------------------------------------------------ | ------------------------------------------------------------------ | ------------------------------------------------------------------ |
|                                                                             |                                                                    |                                                                    |                                                                                     |                                                                    |                                                                    |                                                                    |
| Спектакль/номинации                                                         | лучший спектакль                                                   | лучшая работа режиссёра                                            | лучшая роль                                                                         | лучшая работа художника-постановщика                               | лучшая работа художника по свету                                   | лучшая работа художника по костюмам                                |
|                                                                             |                                                                    |                                                                    |                                                                                     |                                                                    |                                                                    |                                                                    |
| «Август. Графство Осэйдж» Театр драмы, Омск                                 | зелёная ✓                                                          | Анджей Бубень                                                      | Валерия Прокоп (Виолетта Вестон)                                                    | –                                                                  | Евгений Ганзбург                                                   | –                                                                  |
| «Без вины виноватые» Театр юного зрителя, Екатеринбург                      | зелёная ✓                                                          | –                                                                  | Светлана Замараева (Елена Ивановна Кручинина)                                       | Анатолий Шубин                                                     | –                                                                  | –                                                                  |
| «Будденброки» РАМТ, Москва                                                  | зелёная ✓                                                          | Миндаугас Карбаускис                                               | Илья Исаев (Том)                                                                    | Сергей Бархин                                                      | –                                                                  | –                                                                  |
| «Враги: История любви» Театр «Современник», Москва                          | зелёная ✓                                                          | Евгений Арье                                                       | Евгения Симонова (Тамара) • Чулпан Хаматова (Маша) • Сергей Юшкевич (Герман Бродер) | Семён Пастух                                                       | Дамир Исмагилов                                                    | –                                                                  |
| «Калигула» Театр наций, Москва                                              | зелёная ✓                                                          | Эймунтас Някрошюс                                                  | Евгений Миронов (Калигула)                                                          | –                                                                  | –                                                                  | –                                                                  |
| «Константин Райкин. Вечер с Достоевским» Театр «Сатирикон», Москва          | зелёная ✓                                                          | –                                                                  | Константин Райкин                                                                   | –                                                                  | –                                                                  | –                                                                  |
| «Мамаша Кураж и её дети» Алтайский театр драмы имени В. М. Шукшина, Барнаул | зелёная ✓                                                          | Роман Феодори                                                      | –                                                                                   | –                                                                  | –                                                                  | –                                                                  |
| «Счастье» Александринский театр, Санкт-Петербург                            | зелёная ✓                                                          | Андрей Могучий                                                     | Янина Лакоба (Митиль)                                                               | Александр Шишкин                                                   | Игорь Фомин и Александр Кулешов                                    | –                                                                  |
| «Три сестры» Малый драматический театр – Театр Европы, Санкт-Петербург      | зелёная ✓                                                          | Лев Додин                                                          | Елизавета Боярская (Ирина) • Александр Завьялов (Чебутыкин)                         | –                                                                  | –                                                                  | –                                                                  |
| «Чайка» Театр «Сатирикон», Москва                                           | зелёная ✓                                                          | Юрий Бутусов                                                       | Агриппина Стеклова (Нина Заречная) • Тимофей Трибунцев (Треплев)                    | Александр Шишкин                                                   | –                                                                  | –                                                                  |
|                                                                             |                                                                    |                                                                    |                                                                                     |                                                                    |                                                                    |                                                                    |
| Конкурс спектаклей драматического театра (спектакль малой формы)            |                                                                    |                                                                    |                                                                                     |                                                                    |                                                                    |                                                                    |
|                                                                             |                                                                    |                                                                    |                                                                                     |                                                                    |                                                                    |                                                                    |
| «Безрукий из Спокэна» Театр «У Моста», Пермь                                | зелёная ✓                                                          | Сергей Федотов                                                     | –                                                                                   | –                                                                  | –                                                                  | –                                                                  |
| «Брат Иван Федорович» Театр «Студия театрального искусства», Москва         | зелёная ✓                                                          | Сергей Женовач                                                     | –                                                                                   | –                                                                  | –                                                                  | –                                                                  |
| «Ваш Гоголь» Александринский театр, Санкт-Петербург                         | зелёная ✓                                                          | Валерий Фокин                                                      | Игорь Волков (Гоголь)                                                               | Мария Трегубова                                                    | –                                                                  | –                                                                  |
| «Отморозки» «Седьмая студия»/Школа-студия МХАТ, Москва                      | зелёная ✓                                                          | Кирилл Серебренников                                               | –                                                                                   | –                                                                  | –                                                                  | –                                                                  |
| «Пять вечеров» Театр «Мастерская Петра Фоменко», Москва                     | зелёная ✓                                                          | Виктор Рыжаков                                                     | Полина Агуреева (Тамара)                                                            | –                                                                  | –                                                                  | –                                                                  |
| «Три сестры» Небольшой драматический театр, Санкт-Петербург                 | зелёная ✓                                                          | Лев Эренбург                                                       | Татьяна Рябоконь (Ольга)                                                            | –                                                                  | –                                                                  | –                                                                  |
| «Убийца» Театр юного зрителя, Москва                                        | зелёная ✓                                                          | Дмитрий Егоров                                                     | –                                                                                   | –                                                                  | –                                                                  | –                                                                  |
| «Видимая сторона жизни» Театр на Спасской, Киров                            | зелёная ✓                                                          | Борис Павлович                                                     | Яна Савицкая                                                                        | –                                                                  | –                                                                  | –                                                                  |

| Конкурс спектаклей театров оперы                                                                   | Конкурс спектаклей театров оперы | Конкурс спектаклей театров оперы | Конкурс спектаклей театров оперы                                                                                     | Конкурс спектаклей театров оперы          | Конкурс спектаклей театров оперы    | Конкурс спектаклей театров оперы          | Конкурс спектаклей театров оперы | Конкурс спектаклей театров оперы |
| -------------------------------------------------------------------------------------------------- | -------------------------------- | -------------------------------- | --- | ----------------------------------------- | ----------------------------------- | ----------------------------------------- | -------------------------------- | -------------------------------- |
| |                                  |                                  | |                                           |                                     |                                           |                                  |                                  |
| Спектакль/номинации                                                                                | лучший спектакль                 | лучшая работа режиссёра          | лучшая роль | лучшая работа художника-постановщика      | лучшая работа художника по свету    | лучшая работа художника по костюмам       | лучшая работа дирижёра           | лучшая работа композитора        |
| |                                  |                                  | |                                           |                                     |                                           |                                  |                                  |
| «Аида» Мариинский театр, Санкт-Петербург                                                           | зелёная ✓                        | Даниэле Финци Паска (ит.)        | Екатерина Семенчук (Амнерис)                                                                                         | –                                         | Даниэле Финци Паска и Алексис Боулс | –                                         | –                                | –                                |
| «Богема» Михайловский театр, Санкт-Петербург                                                       | зелёная ✓                        | Арно Бернар                      | Ольга Толкмит (Мими) • Борис Пинхасович (Марсель)                                                                    | Арно Бернар                               | Арно Бернар                         | Карла Рикотти                             | Петер Феранец                    | –                                |
| «Золотой петушок» Большой театр, Москва                                                            | зелёная ✓                        | Кирилл Серебренников             | Венера Гимадиева (Шемаханская царица) • Владимир Маторин (Царь Додон)                                                | –                                         | Дамир Исмагилов                     | Кирилл Серебренников и Галя Солодовникова | Василий Синайский                | –                                |
| «Любовь к трём апельсинам» Детский музыкальный театр имени Н. И. Сац, Москва                       | зелёная ✓                        | Георгий Исаакян                  | – | Валентина Останькович и Филипп Виноградов | –                                   | Валентина Останькович и Филипп Виноградов | –                                | –                                |
| «Любовь к трём апельсинам» Театр оперы и балета, Екатеринбург                                      | зелёная ✓                        | Уве Шварц                        | – | –                                         | –                                   | –                                         | Павел Клиничев                   | –                                |
| «Лючия ди Ламмермур» Татарский театр оперы и балета имени Мусы Джалиля, Казань                     | зелёная ✓                        | Михаил Панджавидзе               | Альбина Шагимуратова (Лючия)                                                                                         | Игорь Гриневич                            | –                                   | –                                         | –                                | –                                |
| «Мадам Баттерфляй» Театр оперы и балета, Астрахань                                                 | зелёная ✓                        | –                                | Елена Разгуляева (Чио-Чио-сан)                                                                                       | Елена Вершинина                           | –                                   | –                                         | Валерий Воронин                  | –                                |
| «Мёртвые души» Мариинский театр, Санкт-Петербург                                                   | зелёная ✓                        | Василий Бархатов                 | Светлана Волкова (Плюшкин) • Лариса Дядькова (Коробочка) • Сергей Алексашкин (Собакевич) • Сергей Семишкур (Ноздрев) | Зиновий Марголин                          | Дамир Исмагилов                     | Мария Данилова                            | –                                | –                                |
| «От Петербурга до Миргорода» Театр «Зазеркалье», Санкт-Петербург                                   | зелёная ✓                        | Александр Петров                 | Андрей Матвеев (Акакий Акакиевич)                                                                                    | –                                         | –                                   | –                                         | –                                | Илья Кузнецов («Шинель»)         |
| «Сказки Гофмана» Музыкальный театр имени К. С. Станиславского и Вл. И. Немировича-Данченко, Москва | зелёная ✓                        | Александр Титель                 | Хибла Герзмава (Олимпия, Джульетта, Антония, Стелла) • Дмитрий Степанович (Линдорф, Коппелиус, Дапертутто, Миракль)  | Валерий Левенталь                         | Дамир Исмагилов                     | –                                         | Евгений Бражник                  | –                                |
| «Сон в летнюю ночь» Мариинский театр, Санкт-Петербург                                              | зелёная ✓                        | Клаудиа Шолти                    | Ольга Трифонова (Титания) • Артём Крутько (Оберон) • Уиллард Уайт (Боттом)                                           | Изабелла Байуотер                         | Дженнифер Шривер                    | Изабелла Байуотер                         | –                                | –                                |

| Конкурс спектаклей оперетты / мюзикла                              | Конкурс спектаклей оперетты / мюзикла | Конкурс спектаклей оперетты / мюзикла | Конкурс спектаклей оперетты / мюзикла                                      | Конкурс спектаклей оперетты / мюзикла | Конкурс спектаклей оперетты / мюзикла | Конкурс спектаклей оперетты / мюзикла |
| ------------------------------------------------------------------ | ------------------------------------- | ------------------------------------- | -------------------------------------------------------------------------- | ------------------------------------- | ------------------------------------- | ------------------------------------- |
|                                                                    |                                       |                                       |                                                                            |                                       |                                       |                                       |
| Спектакль/номинации                                                | лучший спектакль                      | лучшая работа режиссёра               | лучшая роль                                                                | лучшая работа художника-постановщика  | лучшая работа художника по костюмам   | лучшая работа композитора             |
|                                                                    |                                       |                                       |                                                                            |                                       |                                       |                                       |
| «Граф Люксембург» Музыкальный театр, Иркутск                       | зелёная ✓                             | Сусанна Цирюк                         | –                                                                          | Алексей Тарасов                       | –                                     | –                                     |
| «Летучий корабль» Театриум на Серпуховке, Москва                   | зелёная ✓                             | Тереза Дурова                         | Анастасия Тюкова (Забава) • Сергей Дик (Полкан) • Андрей Ермохин (Водяной) | –                                     | Виктория Севрюкова                    | –                                     |
| «Чёрная курица» Музыкальный театр Республики Карелия, Петрозаводск | зелёная ✓                             | –                                     | Эльвина Муллина (Алёша) • Андрей Макаров (Чернушка)                        | Елена Олейник                         | –                                     | Роман Львович                         |

| Конкурс спектаклей балета                                                                                 | Конкурс спектаклей балета | Конкурс спектаклей балета                                                           | Конкурс спектаклей балета            | Конкурс спектаклей балета        | Конкурс спектаклей балета           | Конкурс спектаклей балета | Конкурс спектаклей балета                                              | Конкурс спектаклей балета |
| --- | ------------------------- | ----------------------------------------------------------------------------------- | ------------------------------------ | -------------------------------- | ----------------------------------- | ------------------------- | ---------------------------------------------------------------------- | ------------------------- |
| |                           |                                                                                     |                                      |                                  |                                     |                           |                                                                        |                           |
| Спектакль/номинации                                                                                       | лучший спектакль          | лучшая роль                                                                         | лучшая работа художника-постановщика | лучшая работа художника по свету | лучшая работа художника по костюмам | лучшая работа дирижёра    | лучшая работа постановщика (балетмейстера/ хореографа)                 | лучшая работа композитора |
| |                           |                                                                                     |                                      |                                  |                                     |                           |                                                                        |                           |
| «Chroma» Большой театр, Москва                                                                            | зелёная ✓                 | Светлана Лунькина (солистка)                                                        | –                                    | –                                | –                                   | Игорь Дронов              | –                                                                      | –                         |
| «Cinque» Большой театр, Москва                                                                            | зелёная ✓                 | –                                                                                   | –                                    | –                                | –                                   | –                         | Мауро Бигонцетти                                                       | –                         |
| «Дуэнде» Михайловский театр, Санкт-Петербург                                                              | зелёная ✓                 | –                                                                                   | –                                    | –                                | –                                   | –                         | –                                                                      | –                         |
| «Herman Schmerman» Большой театр, Москва                                                                  | зелёная ✓                 | Анна Окунева (солистка) • Денис Савин (солист)                                      | –                                    | –                                | –                                   | –                         | –                                                                      | –                         |
| «Видеть музыку» Театр оперы и балета, Пермь                                                               | зелёная ✓                 | Наталья Моисеева (солистка «Souvenir»)                                              | –                                    | Сергей Мартынов                  | –                                   | –                         | Даглас Ли («Souvenir»)                                                 | –                         |
| «За вас приемлю смерть» Музыкальный театр имени К. С. Станиславского и Вл. И. Немировича-Данченко, Москва | зелёная ✓                 | –                                                                                   | –                                    | –                                | –                                   | –                         | –                                                                      | –                         |
| «Кармен» Театр оперы и балета, Новосибирск                                                                | зелёная ✓                 | Анна Жарова (Кармен) • Игорь Зеленский (Хозе)                                       | –                                    | –                                | –                                   | –                         | –                                                                      | –                         |
| «Парк» Мариинский театр, Санкт-Петербург                                                                  | зелёная ✓                 | Диана Вишнёва (солистка)                                                            | –                                    | –                                | –                                   | –                         | –                                                                      | –                         |
| «Прелюдия» Михайловский театр, Санкт-Петербург                                                            | зелёная ✓                 | –                                                                                   | –                                    | –                                | –                                   | –                         | Начо Дуато                                                             | –                         |
| «Русалочка» Музыкальный театр имени К. С. Станиславского и Вл. И. Немировича-Данченко, Москва             | зелёная ✓                 | Мария Семеняченко (Генриетта) • Анна Хамзина (Русалочка) • Дмитрий Романенко (поэт) | –                                    | –                                | –                                   | Феликс Коробов            | –                                                                      | –                         |
| «Утраченные иллюзии» Большой театр, Москва                                                                | зелёная ✓                 | Екатерина Крысанова (Флорина)                                                       | Жером Каплан                         | Венсан Милле                     | Жером Каплан                        | Александр Ведерников      | Алексей Ратманский                                                     | Леонид Десятников         |
| |                           |                                                                                     |                                      |                                  |                                     |                           |                                                                        |                           |
| Конкурс спектаклей балета (современный танец)                                                             |                           |                                                                                     |                                      |                                  |                                     |                           |                                                                        |                           |
| |                           |                                                                                     |                                      |                                  |                                     |                           |                                                                        |                           |
| «KREIS» Эксцентрик-балет Сергея Смирнова, Екатеринбург                                                    | зелёная ✓                 | –                                                                                   | –                                    | –                                | –                                   | –                         | –                                                                      | –                         |
| «Punto di fuga» Компании «Диалог Данс», Кострома и «Zerogrammi», Италия                                   | зелёная ✓                 | –                                                                                   | –                                    | Стефано Маццотта                 | –                                   | –                         | Иван Естегнеев, Евгений Кулагин, Стефано Маццотта и Эммануэле Шаннамеа | –                         |

| Конкурс спектаклей театров кукол                                            | Конкурс спектаклей театров кукол | Конкурс спектаклей театров кукол | Конкурс спектаклей театров кукол     |
| --------------------------------------------------------------------------- | -------------------------------- | -------------------------------- | ------------------------------------ |
|                                                                             |                                  |                                  |                                      |
| Спектакль/номинации                                                         | лучший спектакль                 | лучшая работа режиссёра          | лучшая работа художника-постановщика |
|                                                                             |                                  |                                  |                                      |
| «Колобок» Большой театр кукол, Санкт-Петербург                              | зелёная ✓                        | Руслан Кудашов                   | Андрей Запорожский и Алевтина Торик  |
| «Вероятно, чаепитие состоится» Театр-студия «Karlsson Haus, Санкт-Петербург | зелёная ✓                        | Алексей Шишов                    | –                                    |
| «Удивительное путешествие кролика Эдварда» Театр кукол, Челябинск           | зелёная ✓                        | Александр Борок                  | Захар Давыдов                        |

| Конкурс «Эксперимент» (поиск новых выразительных средств современного театра) | Конкурс «Эксперимент» (поиск новых выразительных средств современного театра) |
| ----------------------------------------------------------------------------- | ----------------------------------------------------------------------------- |
|                                                                               |                                                                               |
| Спектакль/номинации                                                           | лучший спектакль                                                              |
|                                                                               |                                                                               |
| Арлекин Театр «DEREVO», Санкт-Петербург–Дрезден                               | зелёная ✓                                                                     |
| Боги пали Фестиваль «Любимовка», Москва                                       | зелёная ✓                                                                     |
| Депо гениальных заблуждений Русский инженерный театр «АХЕ», Санкт-Петербург   | зелёная ✓                                                                     |
| Зажги мой огонь Театр.doc, Москва                                             | зелёная ✓                                                                     |

### Лауреаты премии «Золотая маска» 2012 года
Председателем жюри драматического театра и театров кукол стал режиссёр Римас Туминас, в члены жюри вошли Анна Викторова (режиссёр и художник), Марина Давыдова (критик), Елена Ковальская (критик), Андрей Кузичев (актёр), Ирина Максимкина (актриса), Зиновий Марголин (художник), Алексей Ооржак (режиссёр), Алексей Песегов (режиссёр), Николай Песочинский (критик), Алла Покровская (актриса), Владимир Спешков (критик).
Председателем жюри музыкальных театров выступила Карина Мелик-Пашаева (музыковед), в члены жюри вошли Андрейс Жагарс (режиссёр), Андрей Антонов (певец), Юрий Бурлака (хореограф), Герард Васильев (певец), Мария Виненкова (певица), Ольга Гердт (критик), Татьяна Гордеева (хореограф), Наталья Заварзина (певица), Наталья Звенигородская (критик), Михаил Кисляров (режиссёр), Владимир Кобекин (композитор), Ольга Манулкина (критик), Игорь Нежный (художник), Андрей Петров (хореограф), Валерий Платонов (дирижёр).
Церемония вручения премий состоялась 16 апреля на Исторической сцене Большого театра. Режиссёром награждения была Нина Чусова. Ведущими церемонии выступили балерина Ульяна Лопаткина, солист Мариинского театра Ильдар Абдразаков, и провели они её «компактно, стильно и стремительно», лишь изредка прерываясь на музыкальные паузы. Первой из неожиданностей вечера стало то, что в конкурсе спектаклей «оперетты / мюзикла» не было вручено ни одной премии во всех пяти номинациях, что случилось первый раз за историю фестиваля. Газета «Московский комсомолец» назвала это событие «унижением артистов». Художник Олег Кулик, вручая премию в номинации «Эксперимент», сказал со сцены, что он предложил бы в качестве номинанта в мюзикле группу Pussy Riot, что вызвало неоднозначную реакцию в зале. Второй неожиданностью стало награждение спектакля «Отморозки» режиссёра Кирилла Серебренникова — в своей речи со сцены он поблагодарил жюри за поддержку и сказал, что хочет разделить премию с теми, «кто борется сейчас в России за справедливость: которые делают это на площадях, сидят за нее в тюрьме, которые за нее голодают…». Финалом же церемонии стало исполнение фрагмента из увертюры Чайковского «1812 год» — хоровой темы гимна «Боже, царя храни», что стало полной неожиданностью для гостей и лауреатов премии. Из телевизионной трансляции ТК Культура были удалены все эти четыре фрагмента, включая часть речи Серебренникова, что дало повод некоторым СМИ говорить, что «„Золотая Маска“ пострадала от цензуры».
Таблица лауреатов составлена на основании положения о премии (от 20 мая 2008 года) и официального опубликованного списка лауреатов.
Легенда:
     — Лауреаты премий в основных номинациях

     — Лауреаты премий в частных номинациях

 — Премия не присуждалась
| Конкурс                                                           | Номинация                                             | Победитель                                 | Произведение (роль)                                        | Театр (учреждение)                                                                |
| ----------------------------------------------------------------- | ----------------------------------------------------- | ------------------------------------------ | ---------------------------------------------------------- | --------------------------------------------------------------------------------- |
|                                                                   |                                                       |                                            |                                                            |                                                                                   |
| Конкурс спектаклей драматического театра                          | Лучший спектакль большой формы                        | «Счастье»                                  | «Счастье»                                                  | Александринский театр, Санкт-Петербург                                            |
| Конкурс спектаклей драматического театра                          | Лучший спектакль малой формы                          | «Отморозки»                                | «Отморозки»                                                | «Седьмая студия», Москва                                                          |
| Конкурс спектаклей драматического театра                          | Лучшая работа режиссёра                               | Юрий Бутусов                               | «Чайка»                                                    | «Сатирикон», Москва                                                               |
| Конкурс спектаклей драматического театра                          | Лучшая работа художника-постановщика                  | Александр Шишкин                           | «Счастье»                                                  | Александринский театр, Санкт-Петербург                                            |
| Конкурс спектаклей драматического театра                          | Лучшая работа художника по костюмам                   | N [ 22 ]                                   | N [ 22 ]                                                   | N [ 22 ]                                                                          |
| Конкурс спектаклей драматического театра                          | Лучшая работа художника по свету                      | Дамир Исмагилов                            | «Враги: История любви»                                     | «Современник», Москва                                                             |
| Конкурс спектаклей драматического театра                          | Лучшая женская роль                                   | Светлана Замараева                         | «Без вины виноватые» (Елена Ивановна Кручинина)            | Театр юного зрителя, Екатеринбург                                                 |
| Конкурс спектаклей драматического театра                          | Лучшая мужская роль                                   | Евгений Миронов                            | «Калигула» (Калигула)                                      | Театр Наций, Москва                                                               |
|                                                                   |                                                       |                                            |                                                            |                                                                                   |
| Конкурс спектаклей театров оперы                                  | Лучший спектакль                                      | «Сказки Гофмана»                           | «Сказки Гофмана»                                           | Музыкальный театр им. К. С. Станиславского и Вл. И. Немировича-Данченко, Москва   |
| Конкурс спектаклей театров оперы                                  | Лучшая работа режиссёра                               | Георгий Исаакян                            | «Любовь к трем апельсинам»                                 | Детский музыкальный театр имени Н. И. Сац, Москва                                 |
| Конкурс спектаклей театров оперы                                  | Лучшая работа дирижёра                                | Евгений Бражник                            | «Сказки Гофмана»                                           | Музыкальный театр имени К. С. Станиславского и Вл. И. Немировича-Данченко, Москва |
| Конкурс спектаклей театров оперы                                  | Лучшая женская роль                                   | Альбина Шагимуратова                       | «Лючия ди Ламмермур» (Лючия)                               | Татарский театр оперы и балета имени Мусы Джалиля, Казань                         |
| Конкурс спектаклей театров оперы                                  | Лучшая мужская роль                                   | Уиллард Уайт                               | «Сон в летнюю ночь» (Боттом)                               | Мариинский театр, Санкт-Петербург                                                 |
|                                                                   |                                                       |                                            |                                                            |                                                                                   |
| Конкурс спектаклей оперетты / мюзикла                             | Лучший спектакль                                      | N [ 15 ]                                   | N [ 15 ]                                                   | N [ 15 ]                                                                          |
| Конкурс спектаклей оперетты / мюзикла                             | Лучшая работа режиссёра                               | N [ 15 ]                                   | N [ 15 ]                                                   | N [ 15 ]                                                                          |
| Конкурс спектаклей оперетты / мюзикла                             | Лучшая работа дирижёра                                | N [ 22 ]                                   | N [ 22 ]                                                   | N [ 22 ]                                                                          |
| Конкурс спектаклей оперетты / мюзикла                             | Лучшая женская роль                                   | N [ 15 ]                                   | N [ 15 ]                                                   | N [ 15 ]                                                                          |
| Конкурс спектаклей оперетты / мюзикла                             | Лучшая мужская роль                                   | N [ 15 ]                                   | N [ 15 ]                                                   | N [ 15 ]                                                                          |
|                                                                   |                                                       |                                            |                                                            |                                                                                   |
| Конкурс спектаклей балета                                         | Лучший спектакль балета                               | «За вас приемлю смерть»                    | «За вас приемлю смерть»                                    | Музыкальный театр имени К. С. Станиславского и Вл. И. Немировича-Данченко, Москва |
| Конкурс спектаклей балета                                         | Лучший спектакль современного танца                   | «Punto di fuga»                            | «Punto di fuga»                                            | Компании «Диалог Данс», Кострома, и Zerogrammi, Италия                            |
| Конкурс спектаклей балета                                         | Лучшая работа постановщика (балетмейстера/хореографа) | Мауро Бигонцетти                           | «Cinque»                                                   | Большой театр, Москва                                                             |
| Конкурс спектаклей балета                                         | Лучшая работа дирижёра                                | Феликс Коробов                             | «Русалочка»                                                | Музыкальный театр имени К. С. Станиславского и Вл. И. Немировича-Данченко, Москва |
| Конкурс спектаклей балета                                         | Лучшая женская роль                                   | Анна Хамзина                               | «Русалочка» (Русалочка)                                    | Музыкальный театр имени К. С. Станиславского и Вл. И. Немировича-Данченко, Москва |
| Конкурс спектаклей балета                                         | Лучшая мужская роль                                   | Денис Савин                                | «Herman Schmerman» (Солист)                                | Большой театр, Москва                                                             |
|                                                                   |                                                       |                                            |                                                            |                                                                                   |
| Конкурс спектаклей театров кукол                                  | Лучший спектакль                                      | «Вероятно, чаепитие состоится»             | «Вероятно, чаепитие состоится»                             | Karlsson Haus, Санкт-Петербург                                                    |
| Конкурс спектаклей театров кукол                                  | Лучшая работа режиссёра                               | Александр Борок                            | «Удивительное путешествие кролика Эдварда»                 | Театр кукол, Челябинск                                                            |
| Конкурс спектаклей театров кукол                                  | Лучшая работа художника                               | Захар Давыдов                              | «Удивительное путешествие кролика Эдварда»                 | Театр кукол, Челябинск                                                            |
| Конкурс спектаклей театров кукол                                  | Лучшая актёрская работа                               | N [ 22 ]                                   | N [ 22 ]                                                   | N [ 22 ]                                                                          |
|                                                                   |                                                       |                                            |                                                            |                                                                                   |
| Из номинантов на звание «Лучший спектакль» — музыкальных театров  | Лучшая работа художника в музыкальном театре          | Зиновий Марголин                           | «Мертвые души»                                             | Мариинский театр, Санкт-Петербург                                                 |
| Из номинантов на звание «Лучший спектакль» — музыкальных театров  | Лучшая работа художника по костюмам                   | Жером Каплан                               | «Утраченные иллюзии»                                       | Большой театр, Москва                                                             |
| Из номинантов на звание «Лучший спектакль» — музыкальных театров  | Лучшая работа художника по свету                      | Дамир Исмагилов                            | «Золотой петушок»                                          | Большой театр, Москва                                                             |
| Из номинантов на звание «Лучший спектакль» — музыкальных театров  | Лучшая работа композитора                             | Леонид Десятников                          | «Утраченные иллюзии»                                       | Большой театр, Москва                                                             |
|                                                                   |                                                       |                                            |                                                            |                                                                                   |
| Эксперимент поиск новых выразительных средств современного театра | Лучший спектакль                                      | «Зажги мой огонь»                          | «Зажги мой огонь»                                          | «Театр.doc», Москва                                                               |
|                                                                   |                                                       |                                            |                                                            |                                                                                   |
| Специальные премии                                                |                                                       |                                            |                                                            |                                                                                   |
|                                                                   |                                                       |                                            |                                                            |                                                                                   |
| Специальные премии жюри                                           |                                                       |                                            |                                                            |                                                                                   |
| Специальная премия жюри драматического театра                     | «Враги: История любви»                                | «Враги: История любви»                     | «Современник», Москва                                      |                                                                                   |
| Специальная премия жюри драматического театра                     | «Мамаша Кураж и её дети»                              | «Мамаша Кураж и её дети»                   | Алтайский краевой театр драмы имени В. М. Шукшина, Барнаул |                                                                                   |
| Специальная премия жюри музыкальных театров                       | «Видеть музыку»                                       | «Видеть музыку»                            | Театр оперы и балета им. П. Чайковского, Пермь             |                                                                                   |
| Специальная премия жюри музыкальных театров                       | Валентина Останькович                                 | Валентина Останькович                      | художники спектакля «Любовь к трем апельсинам»             |                                                                                   |
| Специальная премия жюри музыкальных театров                       | Филипп Виноградов                                     | Филипп Виноградов                          | Детский музыкальный театр имени Н. И. Сац, Москва          |                                                                                   |
| Специальная премия жюри музыкальных театров                       | Ильгам Валиев                                         | «Любовь к трем апельсинам» (Принц)         | Театр оперы и балета, Екатеринбург                         |                                                                                   |
| Приз критики                                                      | «Chroma»                                              | «Chroma»                                   | Большой театр, Москва                                      |                                                                                   |
| Лучший зарубежный спектакль, показанный в России в 2012 г.        | Кшиштоф Варликовский                                  | «(А)поллония»                              | Новый театр, Варшава, Польша                               |                                                                                   |
|                                                                   |                                                       |                                            |                                                            |                                                                                   |
| За выдающийся вклад в развитие театрального искусства             | Петр Фоменко • Эдуард Кочергин • Михаил Пахоменко     | За поддержку театрального искусства России | За поддержку театрального искусства России                 | губернатор Томской области Виктор Кресс • холдинг «Евроцемент груп»               |

## Галерея 2012 года

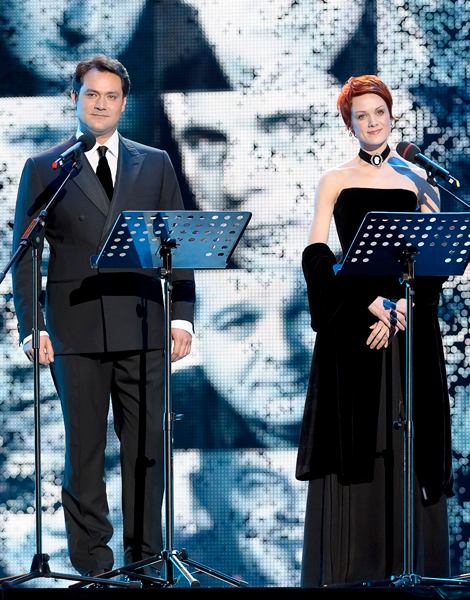
Ведущие церемонии Ульяна Лопаткина и Ильдар Абдразаков
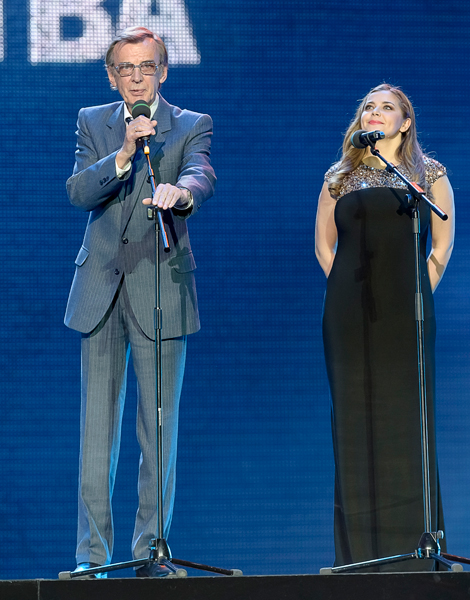
Георгий Тараторкин и Ирина Пегова
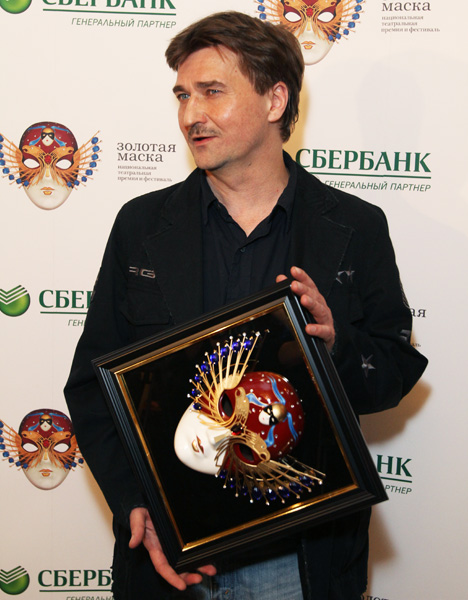
Юрий Бутусов
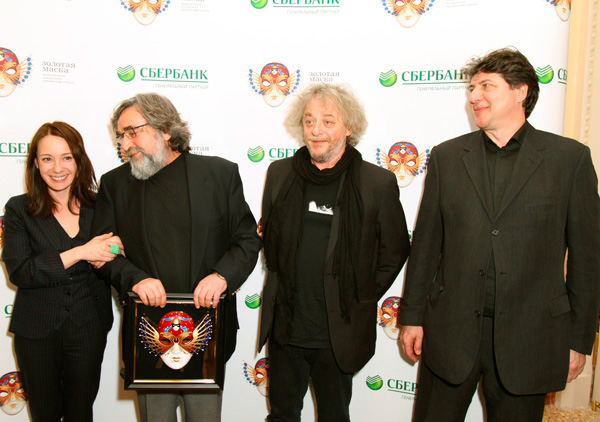
Чулпан Хаматова, Евгений Арье, Семен Пастух, Дамир Исмагилов
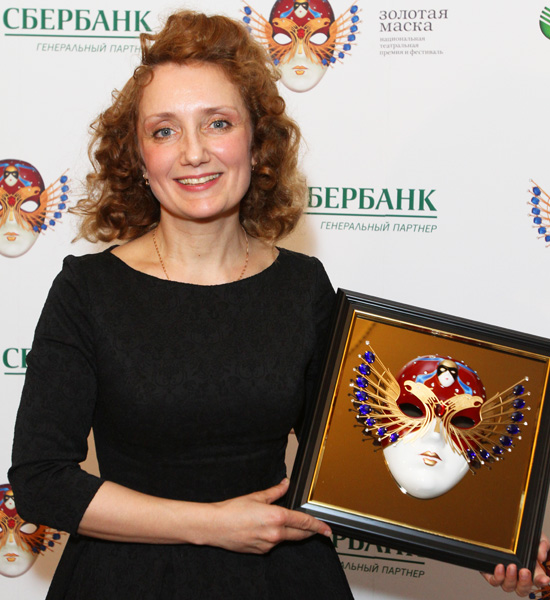
Светлана Замараева
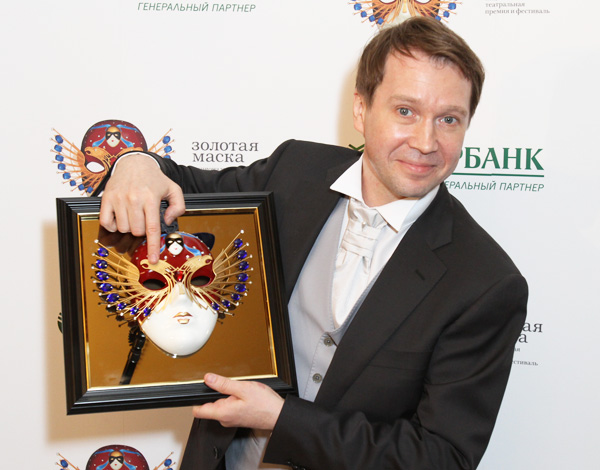
Евгений Миронов
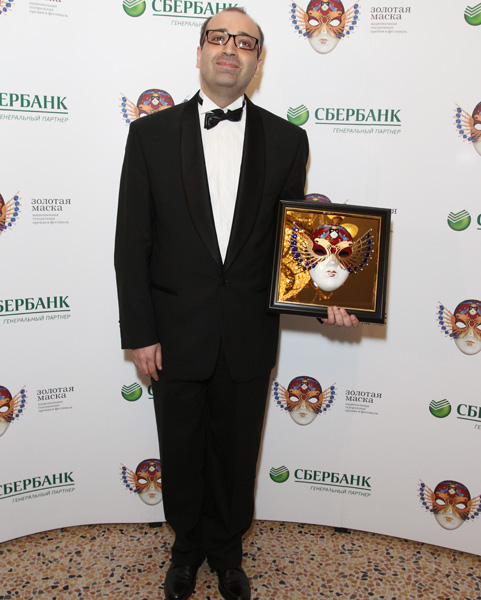
Георгий Исаакян
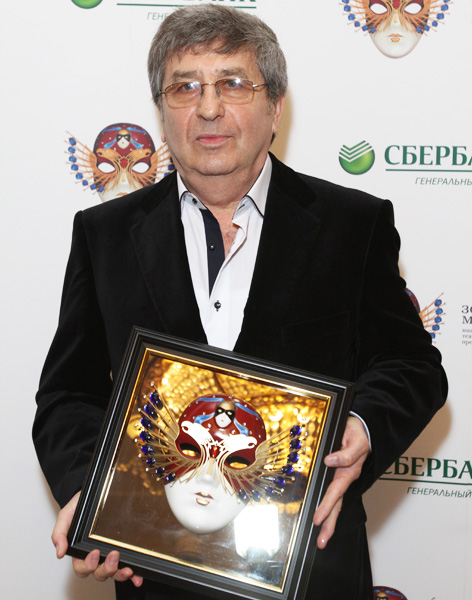
Евгений Бражник
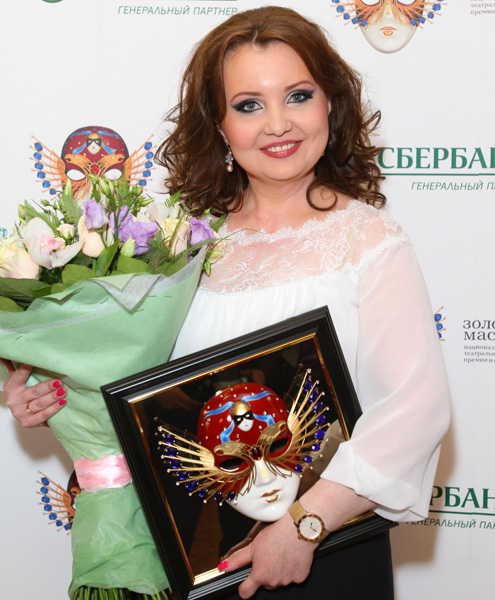
Альбина Шагимуратова
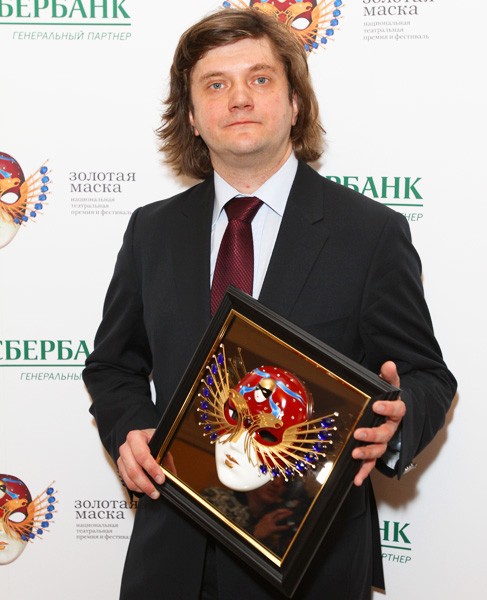
Феликс Коробов
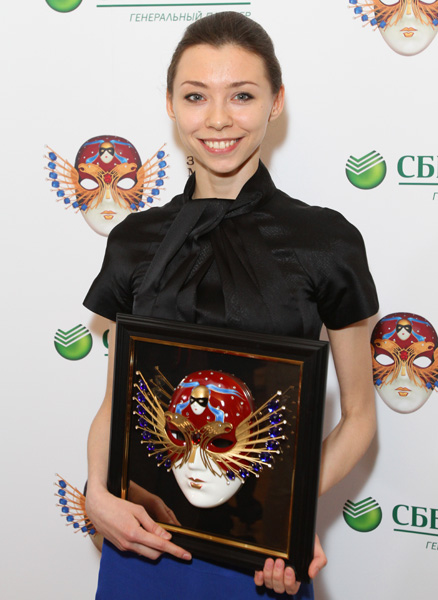
Анна Хамзина
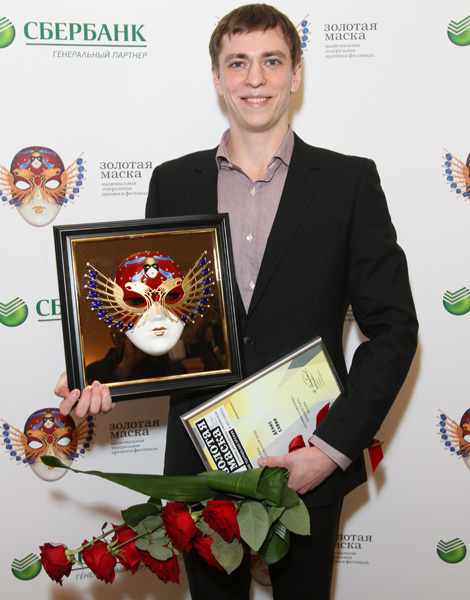
Денис Савин
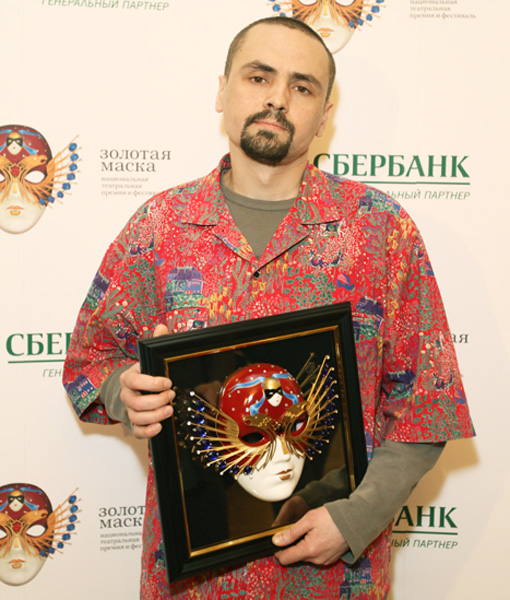
Алексей Шишов, режиссёр спектакля «Вероятно, чаепитие состоится»
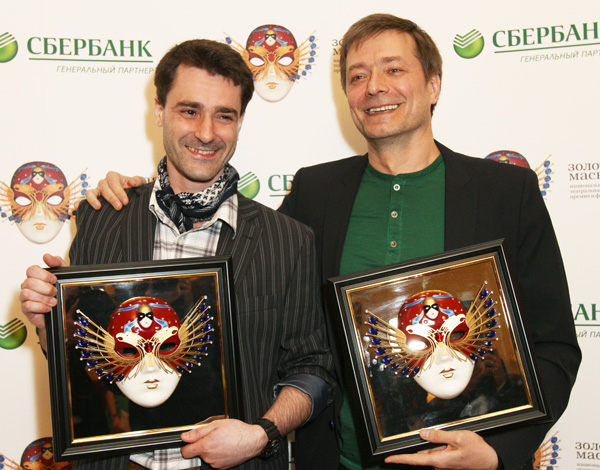
Захар Давыдов (художник) и Александр Борок (режиссёр) спектакля «Удивительное путешествие кролика Эдварда»
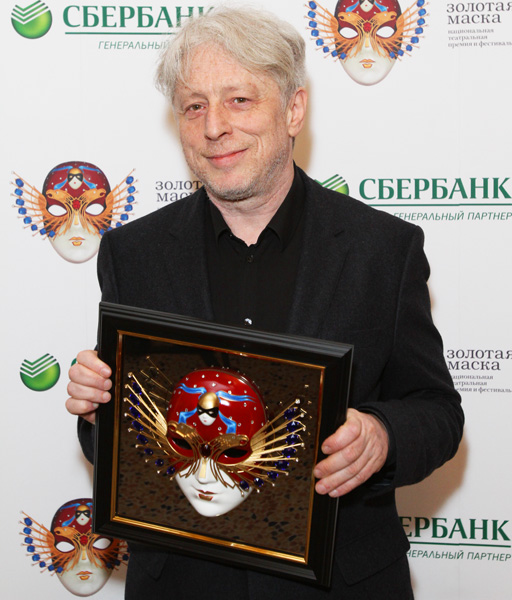
Леонид Десятников
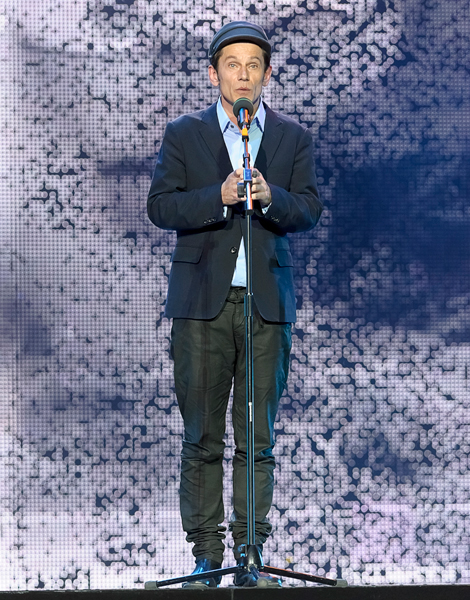
Кшиштоф Варликовский
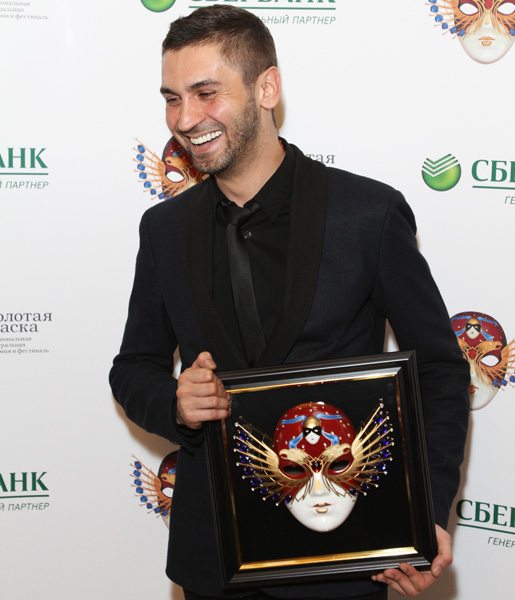
Роман Феодори — режиссёр спектакля «Мамаша Кураж и ее дети»
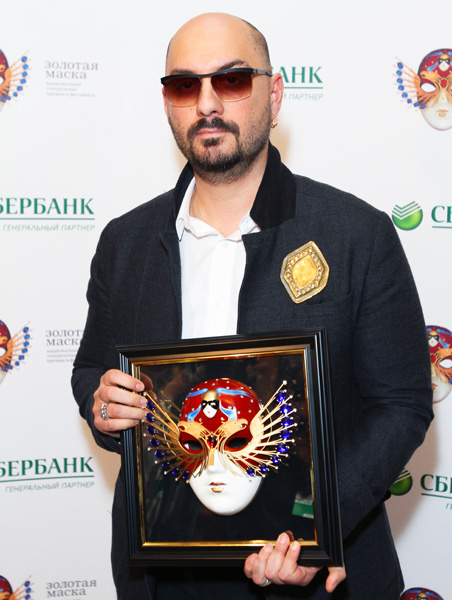
Кирилл Серебренников — режиссёр спектакля «Золотой петушок»
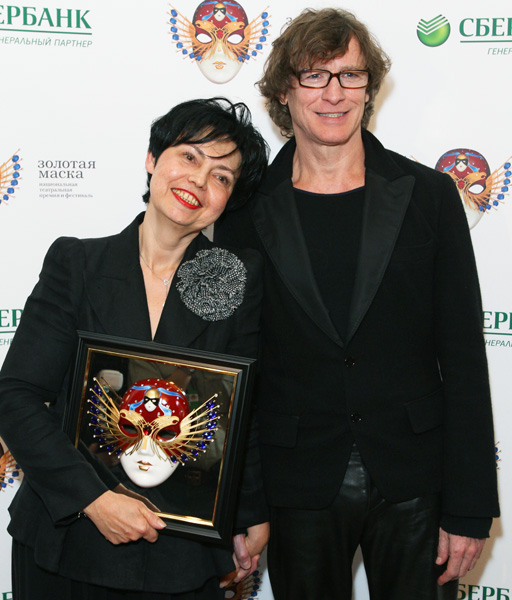
Начо Дуато и Ирина Черномурова
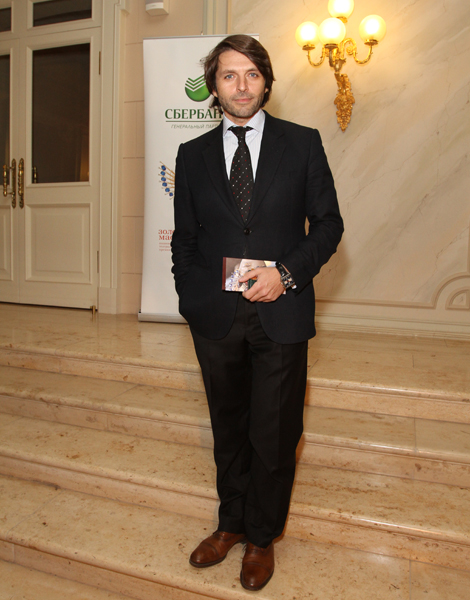
Николай Усков
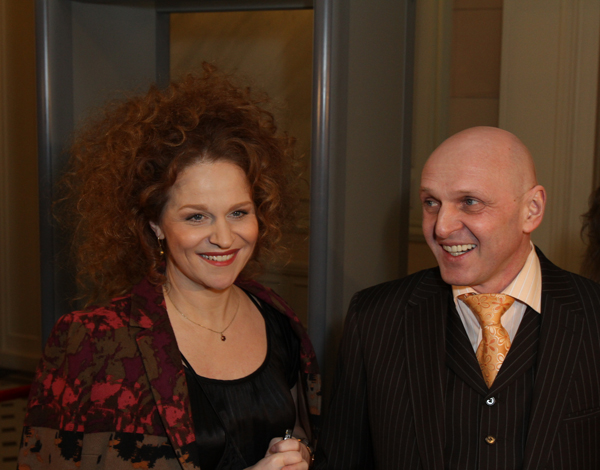
Агриппина Стеклова и Владимир Большов
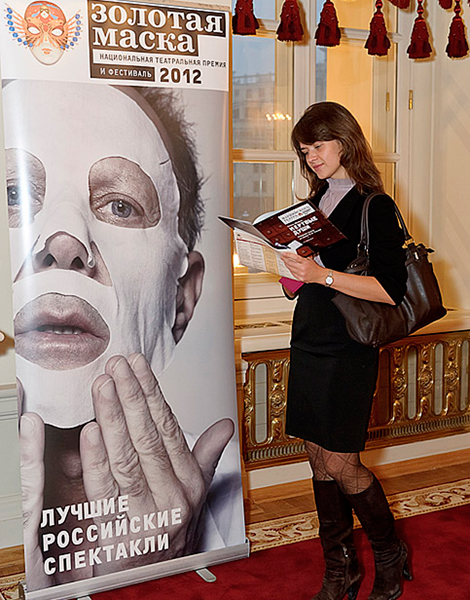
Афиша фестиваля «Золотая маска»
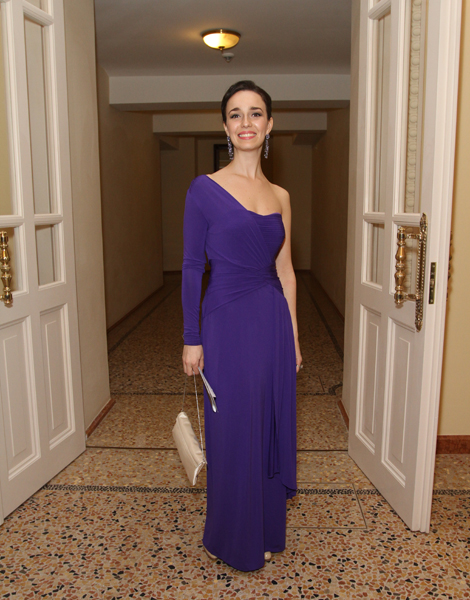
Валерия Ланская
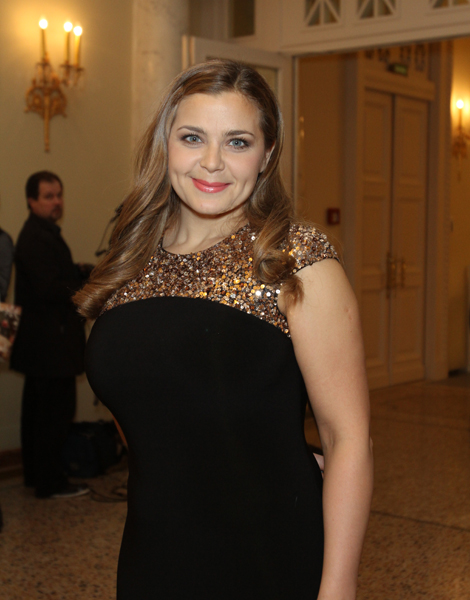
Ирина Пегова
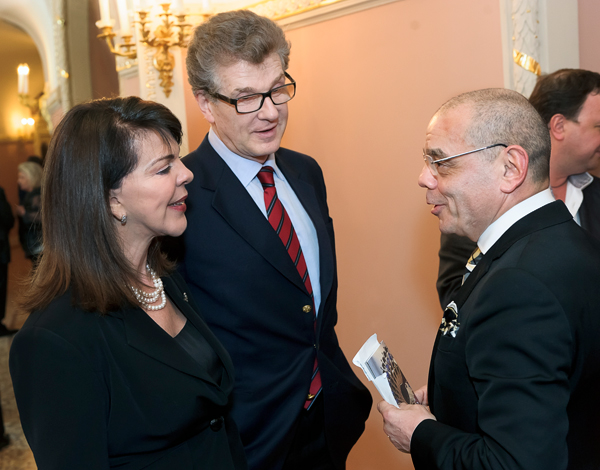
Константин Райкин и Игорь Костолевский с супругой
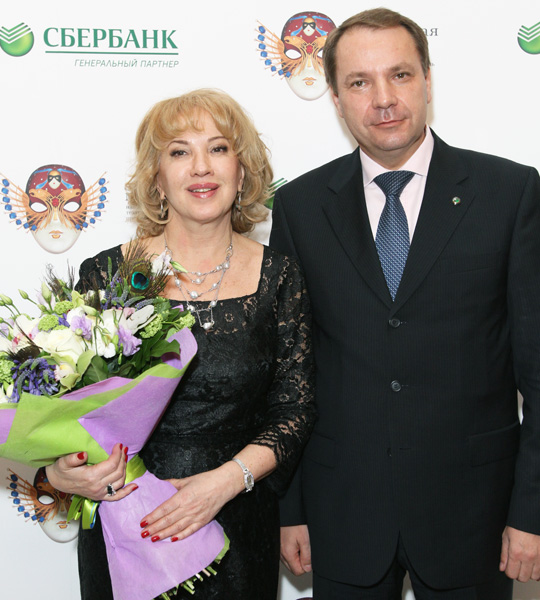
Мария Ревякина и зам. пред. правл. Сбербанка России Станислав Кузнецов
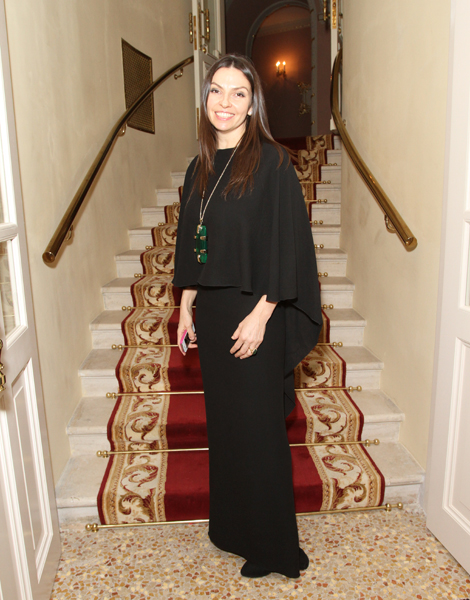
Наталья Синдеева
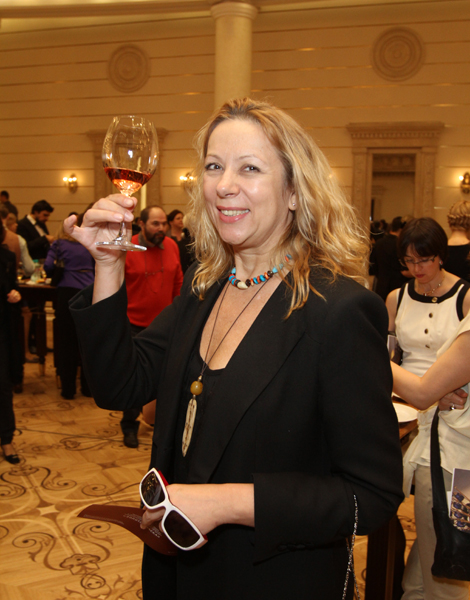
Оксана Мысина
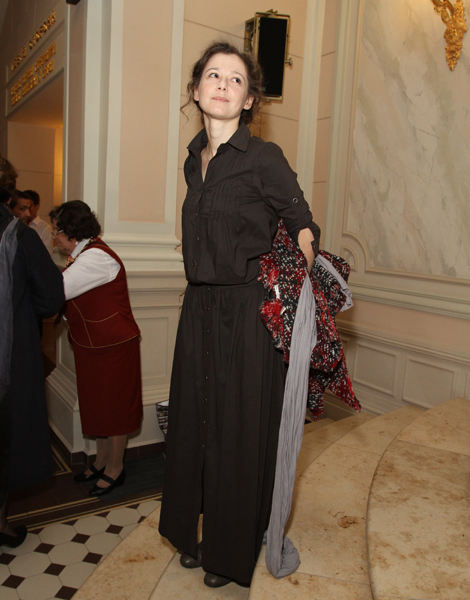
Полина Агуреева
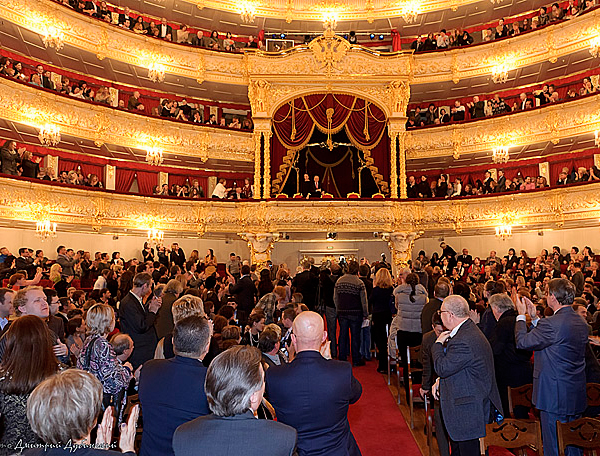
«Премьеры Мариинского театра» в Большом театре
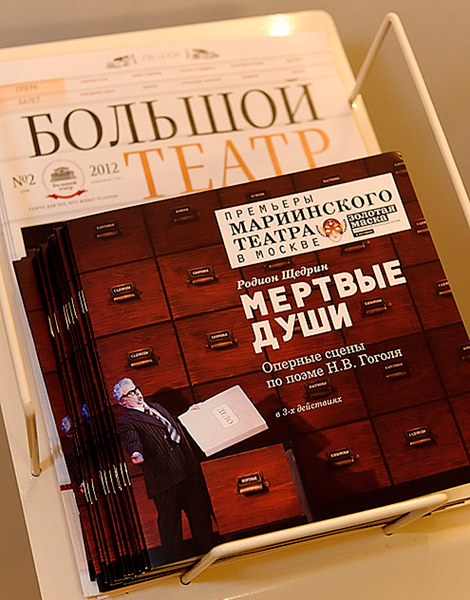
«Премьеры Мариинского театра» — программка
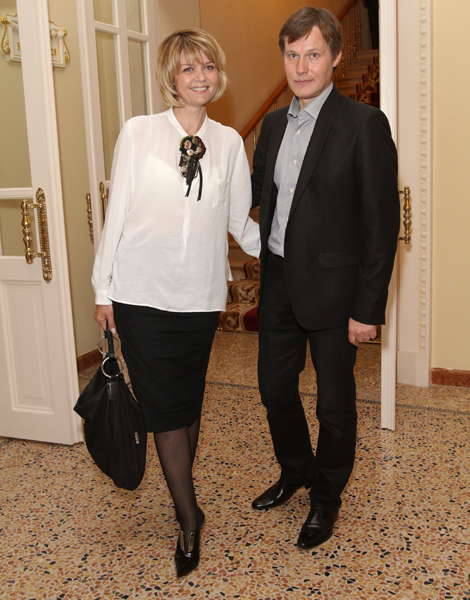
Юлия Меньшова и Игорь Гордин